# Флер (усадьба)
Флер (фр. Château de Flers) — усадебный дом в местечке Вильнёв-д’Аск на северо-востоке Франции, у самой границы с Бельгией. Он был построен в 1660-е годы в характерном для помещичьих домов Испанских Нидерландов стиле. До 1747 года принадлежал дворянскому семейству де Кассель, которое владело ближайшей деревней Флер. В XXI веке замок делят небольшой краеведческий музей и отдел городской администрации по туризму.

## Галерея
- Внутренний двор замка Флер
- Правое крыло замка
- Заснеженный замок
- Вход в замок
- Панорамный вид